# Веригино (Костромской район)
Веригино — деревня в Костромском районе Костромской области. Входит в состав Бакшеевского сельского поселения.

## География
Находится в юго-западной части Костромской области на расстоянии приблизительно 6 км на юго-запад по прямой от старой железнодорожной станции Кострома в правобережной части района.

## История
Упоминалась как владение Ипатьевского монастыря, что означает ее существование еще в XVIII веке. В 1872 году здесь было учтено 11 дворов, в 1907 году здесь отмечено было 19 дворов.

## Население
Постоянное население составляло 74 человека (1872 год), 71 (1897), 114 (1907), 25 в 2002 году (русские 96 %), 25 в 2022.